# Liste der Kulturdenkmale in Berlin-Schmöckwitz

Lage von Schmöckwitz in Berlin

In der Liste der Kulturdenkmale von Schmöckwitz sind die Kulturdenkmale des Berliner Ortsteils Schmöckwitz im Bezirk Treptow-Köpenick aufgeführt.

## Denkmalbereiche (Ensembles)
| Nr.      | Lage                                                   | Offizielle Bezeichnung | Bestandteile / Beschreibung                                                                               | Bild                                |
| -------- | ------------------------------------------------------ | --- | --- | ----------------------------------- |
| 09045531 | Alt-Schmöckwitz 1–15 Adlergestell 776, 782, 784 (Lage) | Dorfkern Schmöckwitz, mit Anger, Kirchplatz und Dorfkirche Gesamtanlage siehe: Adlergestell 776 Baudenkmale siehe: Alt-Schmöckwitz 2; 5; 10; Dorfkirche; Kriegerdenkmal | Weitere Bestandteile des Ensembles:                                                                       | Weitere Bestandteile des Ensembles: |
| 09045531 | Alt-Schmöckwitz 1–15 Adlergestell 776, 782, 784 (Lage) | Dorfkern Schmöckwitz, mit Anger, Kirchplatz und Dorfkirche Gesamtanlage siehe: Adlergestell 776 Baudenkmale siehe: Alt-Schmöckwitz 2; 5; 10; Dorfkirche; Kriegerdenkmal | 09096515 – Vorgärten und rückwärtige Nutzgärten                                                           |                                     |
| 09045531 | Alt-Schmöckwitz 1–15 Adlergestell 776, 782, 784 (Lage) | Dorfkern Schmöckwitz, mit Anger, Kirchplatz und Dorfkirche Gesamtanlage siehe: Adlergestell 776 Baudenkmale siehe: Alt-Schmöckwitz 2; 5; 10; Dorfkirche; Kriegerdenkmal | 09045533 – Alt-Schmöckwitz 1, Alte Dorfschule, um 1855. In dem Haus befindet sich heute ein Kindergarten. |                                     |
| 09045531 | Alt-Schmöckwitz 1–15 Adlergestell 776, 782, 784 (Lage) | Dorfkern Schmöckwitz, mit Anger, Kirchplatz und Dorfkirche Gesamtanlage siehe: Adlergestell 776 Baudenkmale siehe: Alt-Schmöckwitz 2; 5; 10; Dorfkirche; Kriegerdenkmal | 09045535 – Alt-Schmöckwitz 3, Ev. Pfarramt, Wohnhaus, um 1930                                             |                                     |
| 09045531 | Alt-Schmöckwitz 1–15 Adlergestell 776, 782, 784 (Lage) | Dorfkern Schmöckwitz, mit Anger, Kirchplatz und Dorfkirche Gesamtanlage siehe: Adlergestell 776 Baudenkmale siehe: Alt-Schmöckwitz 2; 5; 10; Dorfkirche; Kriegerdenkmal | 09045536 – Alt-Schmöckwitz 4, Mietshaus, um 1895                                                          |                                     |
| 09045531 | Alt-Schmöckwitz 1–15 Adlergestell 776, 782, 784 (Lage) | Dorfkern Schmöckwitz, mit Anger, Kirchplatz und Dorfkirche Gesamtanlage siehe: Adlergestell 776 Baudenkmale siehe: Alt-Schmöckwitz 2; 5; 10; Dorfkirche; Kriegerdenkmal | 09045538 – Alt-Schmöckwitz 6A, Wohnhaus, um 1870, Umbau, um 1980                                          |                                     |
| 09045531 | Alt-Schmöckwitz 1–15 Adlergestell 776, 782, 784 (Lage) | Dorfkern Schmöckwitz, mit Anger, Kirchplatz und Dorfkirche Gesamtanlage siehe: Adlergestell 776 Baudenkmale siehe: Alt-Schmöckwitz 2; 5; 10; Dorfkirche; Kriegerdenkmal | 09045539 – Alt-Schmöckwitz 7, Wohnhaus, 1867, Umbau, um 1924                                              |                                     |
| 09045531 | Alt-Schmöckwitz 1–15 Adlergestell 776, 782, 784 (Lage) | Dorfkern Schmöckwitz, mit Anger, Kirchplatz und Dorfkirche Gesamtanlage siehe: Adlergestell 776 Baudenkmale siehe: Alt-Schmöckwitz 2; 5; 10; Dorfkirche; Kriegerdenkmal | 09045540 – Alt-Schmöckwitz 8, Wohnhaus, 1866–1867 von William Müller; Wohnhaus, 1892 von Heinrich Hahn    |                                     |
| 09045531 | Alt-Schmöckwitz 1–15 Adlergestell 776, 782, 784 (Lage) | Dorfkern Schmöckwitz, mit Anger, Kirchplatz und Dorfkirche Gesamtanlage siehe: Adlergestell 776 Baudenkmale siehe: Alt-Schmöckwitz 2; 5; 10; Dorfkirche; Kriegerdenkmal | 09045541 – Alt-Schmöckwitz 9, Wohnhaus, um 1860, Umbau, um 1910                                           |                                     |
| 09045531 | Alt-Schmöckwitz 1–15 Adlergestell 776, 782, 784 (Lage) | Dorfkern Schmöckwitz, mit Anger, Kirchplatz und Dorfkirche Gesamtanlage siehe: Adlergestell 776 Baudenkmale siehe: Alt-Schmöckwitz 2; 5; 10; Dorfkirche; Kriegerdenkmal | 09045543 – Alt-Schmöckwitz 11, Wohnhaus und Seitenflügel, um 1880, Umbau 1934                             |                                     |
| 09045531 | Alt-Schmöckwitz 1–15 Adlergestell 776, 782, 784 (Lage) | Dorfkern Schmöckwitz, mit Anger, Kirchplatz und Dorfkirche Gesamtanlage siehe: Adlergestell 776 Baudenkmale siehe: Alt-Schmöckwitz 2; 5; 10; Dorfkirche; Kriegerdenkmal | 09045544 – Alt-Schmöckwitz 12, Wohnhaus, um 1895, Scheune                                                 |                                     |
| 09045531 | Alt-Schmöckwitz 1–15 Adlergestell 776, 782, 784 (Lage) | Dorfkern Schmöckwitz, mit Anger, Kirchplatz und Dorfkirche Gesamtanlage siehe: Adlergestell 776 Baudenkmale siehe: Alt-Schmöckwitz 2; 5; 10; Dorfkirche; Kriegerdenkmal | 09045545 – Alt-Schmöckwitz 13, Wohnhaus, um 1895; Scheune um 1870                                         |                                     |
| 09045531 | Alt-Schmöckwitz 1–15 Adlergestell 776, 782, 784 (Lage) | Dorfkern Schmöckwitz, mit Anger, Kirchplatz und Dorfkirche Gesamtanlage siehe: Adlergestell 776 Baudenkmale siehe: Alt-Schmöckwitz 2; 5; 10; Dorfkirche; Kriegerdenkmal | 09045546 – Alt-Schmöckwitz 14, Wohn- und Geschäftshaus, um 1880, Umbau 1896                               |                                     |
| 09045531 | Alt-Schmöckwitz 1–15 Adlergestell 776, 782, 784 (Lage) | Dorfkern Schmöckwitz, mit Anger, Kirchplatz und Dorfkirche Gesamtanlage siehe: Adlergestell 776 Baudenkmale siehe: Alt-Schmöckwitz 2; 5; 10; Dorfkirche; Kriegerdenkmal | Ehemaliger Bestandteil des Ensembles:                                                                     |                                     |
| 09045531 | Alt-Schmöckwitz 1–15 Adlergestell 776, 782, 784 (Lage) | Dorfkern Schmöckwitz, mit Anger, Kirchplatz und Dorfkirche Gesamtanlage siehe: Adlergestell 776 Baudenkmale siehe: Alt-Schmöckwitz 2; 5; 10; Dorfkirche; Kriegerdenkmal | 09045547 – Alt-Schmöckwitz 15, Wohnhaus, um 1890, wurde abgerissen                                        |                                     |

## Denkmalbereiche (Gesamtanlagen)
| Nr.      | Lage                              | Offizielle Bezeichnung                                                                | Beschreibung | Bild |
| -------- | --------------------------------- | ------------------------------------------------------------------------------------- | --- | ---- |
| 09045532 | Adlergestell 776, 782, 784 (Lage) | Feuerwache, Straßenbahnhof und Schule Bestandteil des Ensembles: Dorfkern Schmöckwitz | Ehemalige Schule, 1900–1912 mit Feuerwache von Kurt Berndt erbaut. Die Gebäude sind im gotischen Stil aus Backstein errichtet worden. |      |
| 09045532 | Adlergestell 776, 782, 784 (Lage) | Teilverlust:                                                                          | Ehemaliges Wagendepot von Kurt Berndt, 2008 abgebrannt, 2022 abgerissen.                                                              |      |

## Baudenkmale
| Nr.      | Lage                      | Offizielle Bezeichnung                                                                      | Beschreibung | Bild |
| -------- | ------------------------- | ------------------------------------------------------------------------------------------- | --- | ---- |
| 09045548 | Alt-Schmöckwitz (Lage)    | Dorfkirche Schmöckwitz mit Innenausstattung Bestandteil des Ensembles: Dorfkern Schmöckwitz | Die evangelische Kirche wurde in den Jahren 1798 bis 1799 von Abraham Bocksfeld auf einer Düne erbaut. Es ist ein Putzbau mit drei Achsen im klassizistischen Stil.                                           |      |
| 09045548 | Alt-Schmöckwitz (Lage)    | Dorfkirche Schmöckwitz mit Innenausstattung Bestandteil des Ensembles: Dorfkern Schmöckwitz | Im Inneren befinden sich ein Kanzelaltar und eine Empore. Über dem südlichen Eingang befindet sich ein Glasgemälde aus dem 19. Jahrhundert. Weitere historische Fotos im Bildindex der Kunst und Architektur. |      |
| 09065330 | Alt-Schmöckwitz (Lage)    | Kriegerdenkmal Bestandteil des Ensembles: Dorfkern Schmöckwitz                              | „Genius mit Fackel und Lorbeerkranz“, Denkmal für die Gefallenen des Ersten Weltkrieges, 1924 von Georg Hengstenberg                                                                                          |      |
| 09045534 | Alt-Schmöckwitz 2 (Lage)  | ehem. Gehöft Reiche Bestandteil des Ensembles: Dorfkern Schmöckwitz                         | Wohnhaus, um 1830, Umbau zur Landhausanlage mit Rundbogenmauer 1920, von Alfred Grenander und Erich Möllinger                                                                                                 |      |
| 09045534 | Alt-Schmöckwitz 2 (Lage)  | ehem. Gehöft Reiche Bestandteil des Ensembles: Dorfkern Schmöckwitz                         | Scheune, um 1830, Umbauten um 1900, |      |
| 09045534 | Alt-Schmöckwitz 2 (Lage)  | ehem. Gehöft Reiche Bestandteil des Ensembles: Dorfkern Schmöckwitz                         | Gärtnerhaus, um 1900 |      |
| 09045534 | Alt-Schmöckwitz 2 (Lage)  | ehem. Gehöft Reiche Bestandteil des Ensembles: Dorfkern Schmöckwitz                         | Hofmauer |      |
| 09045537 | Alt-Schmöckwitz 5 (Lage)  | Wohnhaus Bestandteil des Ensembles: Dorfkern Schmöckwitz                                    | Bauernhaus, 1. Viertel 19. Jh. |      |
| 09045537 | Alt-Schmöckwitz 5 (Lage)  | Wohnhaus Bestandteil des Ensembles: Dorfkern Schmöckwitz                                    | Seitenflügel, um 1925 |      |
| 09045542 | Alt-Schmöckwitz 10 (Lage) | Wohnhaus Bestandteil des Ensembles: Dorfkern Schmöckwitz                                    | um 1860 |      |
| 09020343 | Fährallee 1 (Lage)        | Eiskeller                                                                                   | um 1880 |      |
| 09045802 | Schappachstraße 16 (Lage) | Villa Schappach                                                                             | 1895 |      |
| 09045802 | Schappachstraße 16 (Lage) | Villa Schappach                                                                             | Remise, 1907 |      |
| 09045803 | Schappachstraße 27 (Lage) | Wohnhaus                                                                                    | 1895 |      |
| 09045803 | Schappachstraße 27 (Lage) | Wohnhaus                                                                                    | Remise |      |

## Ehemalige Denkmale
| Nr.     | Lage                         | Offizielle Bezeichnung | Beschreibung | Bild                                        |
| ------- | ---------------------------- | ---------------------- | --- | ------------------------------------------- |
| 0906676 | Wernsdorfer Straße 27 (Lage) | Jagdhaus Schmöckwitz   | Der kurfürstlich-brandenburgische Hofbaumeister Martin Grünberg errichtete das Jagdhaus 1702 für Friedrich I. als einstöckiges Fachwerkhaus mit Krüppelwalmdach. Es war das letzte erhaltene Beispiel eines preußisch-höfischen Wohnhauses aus der Zeit Friedrich I., jedoch bereits stark verfallen. Anlässlich des 15. Berliner Landesdenkmaltages – im Jahr 2001 – wurde auf den akut gefährdeten Zustand des alten Jagdhauses aufmerksam gemacht. Daraufhin berichteten die lokalen Medien über einen privaten Investor, der das attraktive Seegrundstück aus Spekulationsgründen absichtlich verfallen ließe. Am 28. Oktober 2014 erteilte die Untere Denkmalbehörde des Bezirksamts Treptow-Köpenick von Berlin die Abrissgenehmigung. Im August 2015 erfolgte der Abbruch unter der Begleitung eines Bauforschers. Weitere Bildquellen: Historische Bauzeichnung von 1702 | Jagdhaus Schmöckwitz · Jagdhaus Schmöckwitz |